# Cerkiew Podwyższenia Krzyża Pańskiego w Międzyborzu
Cerkiew Podwyższenia Krzyża Pańskiego w Międzyborzu – greckokatolicka cerkiew parafialna. Mieści się we wsi Międzybórz, w gminie Rzeczenica, w powiecie człuchowskim, w województwie pomorskim.
Budowa niewielkiej cerkwi rozpoczęła się w 2009 roku. Budowla posiada chór i salę spotkań o powierzchni 200 metrów kwadratowych. Cerkiew została poświęcona w dniu 16 lipca 2015 roku przez Włodzimierza Juszczaka, ordynariusza eparchii wrocławsko-gdańskiej